# استاروکالماشوو
استاروکالماشوو (انگلیسی: Starokalmashevo) یک شهرک در شهرستان چکماگوشفسکی استان باشقیرستان کشور روسیه است.